# Willa „Krywojta”
Willa „Krywojta” − zabytkowa willa znajdująca się w podwarszawskiej miejscowości Podkowa Leśna, zbudowana w 1929 roku dla Henryka Zabłockiego, ówczesnego dyrektora fabryki Norblin. Wpisana do rejestru zabytków wraz z ogrodem w 1990 roku.

## Historia
Budynek został wybudowany w 1929 r. dla Henryka Zabłockiego, dyrektora fabryki Norblin w Warszawie, gdzie przeprowadził się wraz z rodziną przed rozpoczęciem Powstania Warszawskiego. Aresztowany i skazany przez władze komunistyczne w pokazowym procesie „wrogów ustroju”, po paru latach jednak został „zrehabilitowany”, wrócił do domu, w którym mieszkał aż do śmierci 1974 roku. Następnym właścicielem willi był Wojciech Zabłocki ps. „Derkacz”, syn Henryka, żołnierz AK, uczestnik powstania warszawskiego, mieszkał w nim aż do śmierci w 2002 roku.